# Eccellenza Basilicata 2019-2020
Il campionato italiano di calcio di Eccellenza regionale 2019-2020 è stato il ventinovesimo organizzato in Italia. Rappresenta il quinto livello del calcio italiano.
A causa della pandemia di COVID-19, la F.I.G.C. ha deciso per la sospensione definitiva del torneo al 
1º marzo 2020.

## Stagione

### Aggiornamenti
Considerando la promozione e le due retrocessioni della scorsa stagione e la retrocessione lucana del Rotonda dalla Serie D 2018-2019, sono due i posti disponibili a vantaggio delle squadre di Promozione: Atletico Lauria e Brienza. 
A seguito della rinuncia all'iscrizione al campionato di Eccellenza Basilicata del Real Metapontino, è stata ammessa al campionato il Castelluccio (sconfitto nella finale play-off Promozione nella scorsa stagione).

### Formula
Le 16 squadre partecipanti disputano un girone all'italiana con partite di andata e ritorno per un totale di 30 giornate. La prima classificata viene promossa in Serie D. Le squadre classificate dal secondo al quinto posto sono ammesse ai play-off per decretare quale squadra partecipa agli spareggi nazionali per la promozione in Serie D. L'ultima classificata viene retrocessa direttamente nel campionato di Promozione. Le squadre classificate dal dodicesimo al quindicesimo posto sono ammesse ai play-out per decretare la seconda retrocessione in Promozione.

## Squadre partecipanti
| Club                             | Città (provincia)           | Stadio                          | Stagione precedente                   |
| -------------------------------- | --------------------------- | ------------------------------- | ------------------------------------- |
| Atletico Lauria                  | Lauria (PZ)                 | Stadio Rodolfo Mignone          | 1º in Promozione Basilicata, promosso |
| Brienza Calcio                   | Brienza (PZ)                | Stadio Enzo Taddeo              | 2º in Promozione Basilicata, promosso |
| U.S. Castelluccio                | Castelluccio Inferiore (PZ) | Stadio Nicola Vulcano           | 3º in Promozione Basilicata, ammesso  |
| A.S.D. Circolo Sport Vultur 1921 | Rionero in Vulture (PZ)     | Stadio Pasquale Corona          | 4º in Eccellenza Basilicata           |
| A.S.D. Ferrandina 17890          | Ferrandina (MT)             | Stadio Santa Maria              | 11º in Eccellenza Basilicata          |
| A.S.D. Pol. Latronico Terme      | Latronico (PZ)              | Stadio comunale                 | 15º in Eccellenza Basilicata          |
| U.S.D. Lavello                   | Lavello (PZ)                | Stadio Michele Lorusso (Venosa) | 2º in Eccellenza Basilicata           |
| A.S. Melfi                       | Melfi (PZ)                  | Stadio Arturo Valerio           | 3º in Eccellenza Basilicata           |
| Pol. Moliterno                   | Moliterno (PZ)              | Stadio Onofrio Venezia          | 8º in Eccellenza Basilicata           |
| A.S.D. Montescaglioso            | Montescaglioso (MT)         | Stadio comunale                 | 12º in Eccellenza Basilicata          |
| A.S.D. Policoro                  | Policoro (MT)               | Stadio Rocco Perriello          | 6º in Eccellenza Basilicata           |
| A.S.D. Pomarico                  | Pomarico (MT)               | Stadio comunale                 | 10º in Eccellenza Basilicata          |
| A.S.D. Real Senise               | Senise (PZ)                 | Stadio comunale                 | 7º in Eccellenza Basilicata           |
| A.S.D. Real Tolve                | Tolve (PZ)                  | Stadio San Rocco                | 9º in Eccellenza Basilicata           |
| A.S.D. Ripacandida               | Ripacandida (PZ)            | Campo sportivo comunale         | 13º in Eccellenza Basilicata          |
| A.S.D. Rotonda                   | Rotonda (PZ)                | Stadio Gianni di Sanzo          | 17º Serie D/I                         |

## Classifica finale
|  | Pos. | Squadra         | Pt | G  | V  | N | P  | GF | GS | DR  |
|  | ---- | --------------- | -- | -- | -- | - | -- | -- | -- | --- |
|  | 1.   | Lavello         | 64 | 25 | 20 | 4 | 1  | 66 | 11 | +55 |
|  | 2.   | Rotonda         | 64 | 25 | 20 | 4 | 1  | 65 | 14 | +51 |
|  | 3.   | Vultur Rionero  | 59 | 25 | 19 | 2 | 4  | 55 | 20 | +35 |
|  | 4.   | Brienza         | 45 | 25 | 13 | 6 | 6  | 43 | 23 | +20 |
|  | 5.   | Ripacandida     | 42 | 25 | 13 | 3 | 9  | 57 | 33 | +24 |
|  | 6.   | Melfi           | 41 | 25 | 12 | 5 | 8  | 49 | 32 | +17 |
|  | 7.   | Atletico Lauria | 41 | 25 | 12 | 5 | 8  | 51 | 37 | +14 |
|  | 8.   | Policoro        | 39 | 25 | 11 | 6 | 8  | 41 | 28 | +13 |
|  | 9.   | Castelluccio    | 36 | 25 | 11 | 3 | 11 | 41 | 50 | -9  |
|  | 10.  | Pomarico        | 32 | 25 | 9  | 5 | 11 | 34 | 38 | -4  |
|  | 11.  | Moliterno       | 26 | 25 | 6  | 8 | 11 | 15 | 31 | -16 |
|  | 12.  | Montescaglioso  | 24 | 25 | 6  | 6 | 13 | 24 | 54 | -30 |
|  | 13.  | Real Senise     | 17 | 25 | 4  | 5 | 16 | 30 | 57 | -27 |
|  | 14.  | Real Tolve      | 15 | 25 | 4  | 3 | 18 | 27 | 63 | -36 |
|  | 15.  | Ferrandina      | 14 | 25 | 4  | 2 | 19 | 26 | 69 | -43 |
|  | 16.  | Latronico       | 6  | 25 | 1  | 3 | 21 | 13 | 77 | -64 |

Legenda:
      Promossa in Serie D 2020-2021
      Retrocessa in Promozione 2020-2021
Regolamento:
Tre punti a vittoria, uno a pareggio, zero a sconfitta.
Note:
Il Rotonda è stato promosso in Serie D 2020-2021 in quanto classificato primo ex aequo allo stop dei campionati imposto dalla F.I.G.C. a causa della pandemia di COVID-19 del 2019-2021.
Il Latronico è stato poi ripescato in Eccellenza Basilicata 2020-2021.

## Risultati

### Tabellone
I match non disputati sono tutti stati annullati, come deciso dal Consiglio Federale della FIGC, a causa della pandemia di COVID-19.
|                 | Atl  | Bri  | Cas  | CSV  | Fer  | Lat  | Lav  | Mel  | Mol  | Mon  | Pol  | Pom  | RSe  | RTo  | Rip  | Rot  |
| --------------- | ---- | ---- | ---- | ---- | ---- | ---- | ---- | ---- | ---- | ---- | ---- | ---- | ---- | ---- | ---- | ---- |
| Atletico Lauria | –––– | 3-1  | 1-1  | 2-4  | 3-2  | 2-0  | 1-5  | 3-1  | 2-0  | 7-1  | 3-2  | 1-0  | 4-1  | 5-0  | n.d. | n.d. |
| Brienza         | n.d. | –––– | 3-0  | 0-1  | 6-1  | 5-1  | 0-1  | 0-3  | 0-0  | 3-0  | 2-1  | 2-0  | 2-1  | 3-0  | 3-1  | n.d. |
| Castelluccio    | 2-1  | n.d. | –––– | 2-3  | 3-2  | 4-0  | 0-4  | 1-1  | 1-0  | 4-0  | n.d. | n.d. | 5-2  | 1-0  | 2-1  | 1-8  |
| CS Vultur       | 3-1  | 0-2  | 1-0  | –––– | n.d. | 5-0  | 1-1  | n.d. | 2-0  | 3-1  | 3-1  | 2-0  | 3-1  | 4-3  | n.d. | 0-1  |
| Ferrandina      | 1-3  | n.d. | n.d. | 0-4  | –––– | n.d. | 0-4  | 1-6  | 1-1  | 0-3  | 0-1  | 1-1  | 3-1  | 2-1  | 1-2  | 0-2  |
| Latronico Terme | 0-4  | 0-2  | n.d. | 0-3  | 2-3  | –––– | 0-4  | 0-3  | n.d. | 1-1  | 0-5  | n.d. | 2-2  | 1-1  | 1-6  | 0-3  |
| Lavello         | n.d. | 0-0  | 4-1  | 0-1  | 7-0  | 2-0  | –––– | 3-2  | n.d. | 2-0  | 2-1  | 4-0  | 0-0  | n.d. | 4-1  | 1-1  |
| Melfi           | 3-0  | 1-1  | 4-0  | 2-0  | 4-3  | n.d. | 1-4  | –––– | 3-0  | 0-0  | 0-2  | 0-1  | n.d. | 3-0  | 1-2  | 0-2  |
| Moliterno       | 0-0  | 0-0  | 1-1  | n.d. | 1-0  | 3-0  | 0-2  | 1-2  | –––– | n.d. | 0-4  | 0-0  | 3-0  | 1-0  | 0-0  | 1-4  |
| Montescaglioso  | 3-1  | 1-1  | 1-4  | 0-1  | 2-1  | 2-1  | 0-2  | n.d. | 2-0  | –––– | 0-4  | 1-0  | 1-1  | 2-4  | n.d. | n.d. |
| Policoro        | 1-1  | n.d. | 2-1  | 0-0  | n.d. | 1-2  | 0-2  | n.d. | 0-0  | 1-1  | –––– | 2-1  | 1-2  | 4-2  | 2-1  | 0-2  |
| Pomarico        | 2-2  | 3-1  | 3-0  | n.d. | 2-1  | 4-0  | 0-2  | 1-2  | 3-1  | 1-1  | n.d. | –––– | 5-0  | 4-2  | 2-1  | 0-2  |
| Real Senise     | 1-0  | 1-2  | 1-2  | 0-4  | 2-3  | 2-0  | 1-4  | 3-4  | n.d. | 4-0  | 1-1  | n.d. | –––– | n.d. | 1-3  | 1-2  |
| Real Tolve      | n.d. | 1-2  | 0-4  | 0-3  | 2-0  | 2-1  | 0-2  | 1-1  | 0-1  | n.d. | 0-2  | 1-1  | 3-1  | –––– | 1-6  | 2-5  |
| Ripacandida     | 2-0  | 1-1  | 3-0  | 2-4  | 2-0  | 4-1  | n.d. | 2-2  | 0-1  | 2-1  | 1-2  | 6-0  | n.d. | 4-1  | –––– | 4-0  |
| Rotonda         | 1-1  | 2-1  | 4-1  | 1-0  | 4-0  | 4-0  | n.d. | 1-0  | 4-0  | 6-0  | 1-1  | 3-0  | 0-0  | n.d. | 2-0  | –––– |